# Kat Menschik
Kat Menschik, née en 1968 à Luckenwalde est une dessinatrice et illustratrice allemande. Elle vit et travaille aujourd'hui  à Berlin.

## Biographie
Kat Menschik effectue des études en communication et en design à l'UdK (Universität der Künste- Ecole des Beaux Arts) de Berlin de 1992 à 1999. Avec l'artiste Ulf K. d'Oberhausen, elle suit une formation à l'École des Arts Décoratifs de Paris en 1995. Elle se passionne pour l'abondance des formes expressives présentes dans la bande dessinée française. Elle est sensibilisée à la qualité du roman graphique  qui était peu développé en Allemagne. Sa collaboration avec le magazine A.O.C lui permet de mettre en œuvre ses découvertes. Cette revue représente un laboratoire  d'expérimentations pour des narrations illustrées pour de nombreux dessinateurs. Atak, Anke Feuchtenberger, M. S. Bastian, Henning Wagenbreth, Beck, Fickelscherer et CX Huth contribuent au magazine. Les illustrateurs  tels que Nadia Budde, Moritz Götze, Burkhard Neie et Heinz Emigholz ont débuté à A. O. C.
Depuis 1999, elle crée des bandes dessinées et collabore avec le journal Frankfurter Allgemeinen Zeitung (FAZ). Elle réalise plus tard des illustrations pour des livres.
En 2007, elle reçoit le prix de livre d'images Troisdorfer Bilderbuchpreis. Ce prix du Livre de Troisdorf est décerné tous les deux ans à un illustrateur. Il est organisé par la ville Troisdorf avec l'objectif d'appliquer des critères pour l'évaluation des albums artistiques et d'apprécier des ouvrages exceptionnels. Il est doté de 7 500 €. Un prix spécial est attribué aux ouvrages non-publiés d'une valeur de 1 000 €.
Menschik travaille aujourd'hui comme dessinatrice  pour la chronique culturelle du journal de dimanche Frankfurter Allgemeinen Sonntagszeitung (FAS).
Elle participe à l'illustration de nombreux romans d'écrivains comme par exemple Haruki Murakami (en 2014, Die Bäckereiüberfälle - Les Attaques de la boulangerie, en 2013 : Die unheimliche Bibliothek - L'étrange bibliothèque, en 2010 : Schlaf: Erzählung - Sommeil), Tilman Spreckelsen (en 2014 : Kalevala: Eine Sage aus dem Norden; en 2011 : Der Mordbrand von Örnolfsdalur und andere Isländer-Sagas) et Sven Amtsberg (en 2014 : Paranormale Phänomene: Fast wahre Geschichten).